# Pinus clausa
Espèce
Statut de conservation UICN

 LC  : Préoccupation mineure
Pinus clausa une espèce de conifères de la famille des Pinaceae.

## Répartition

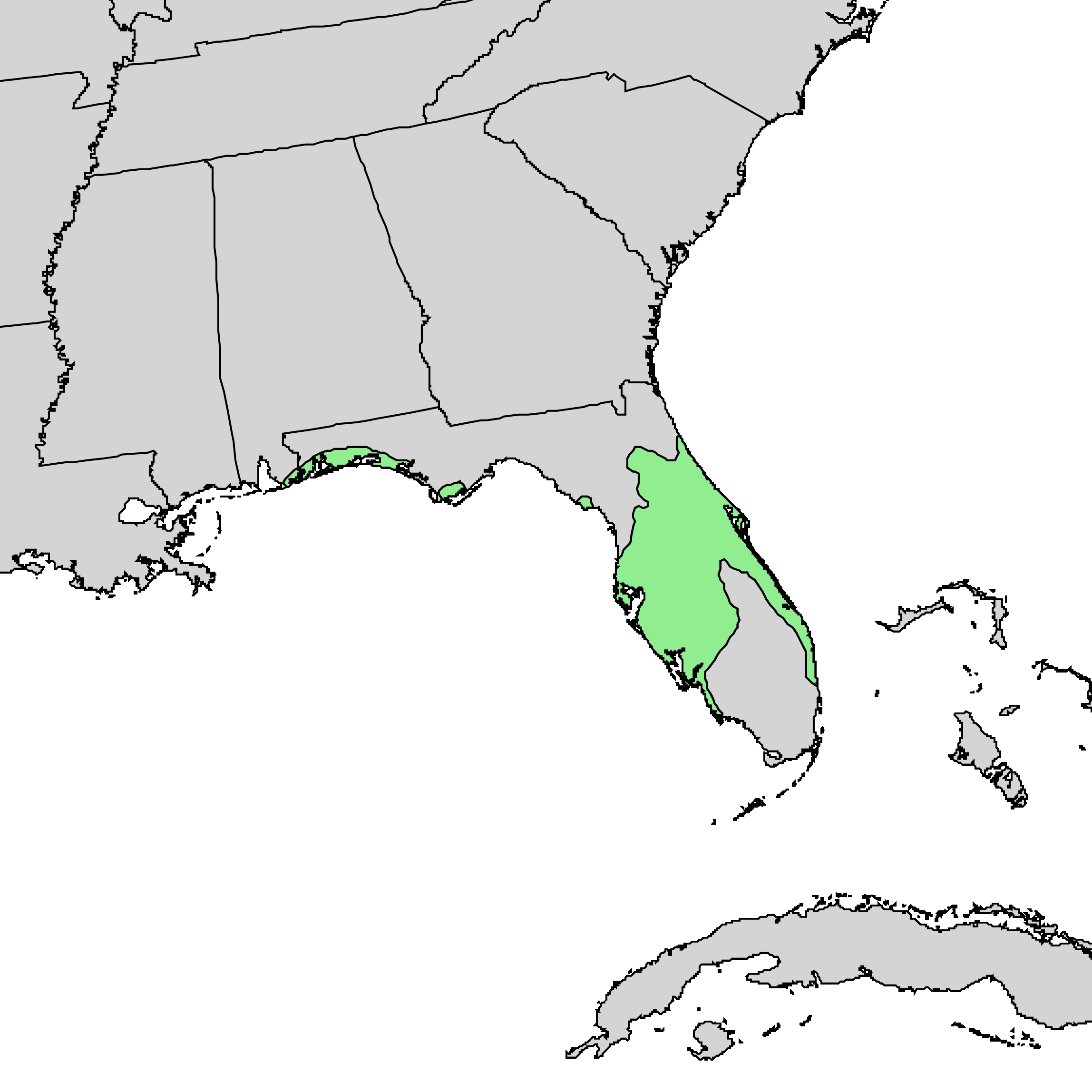
Carte de répartition de Pinus clausa.

Pinus clausa se trouve en Floride. 

## Liste des variétés
Selon Tropicos (8 août 2014) :
- variété Pinus clausa var. immuginata D.B. Ward